# 170910 Brandonsanderson
170910 Brandonsanderson è un asteroide della fascia principale. Scoperto nel 2004, presenta un'orbita caratterizzata da un semiasse maggiore pari a 2,2340677 au e da un'eccentricità di 0,1593981, inclinata di 5,30225° rispetto all'eclittica.